# Coris julis

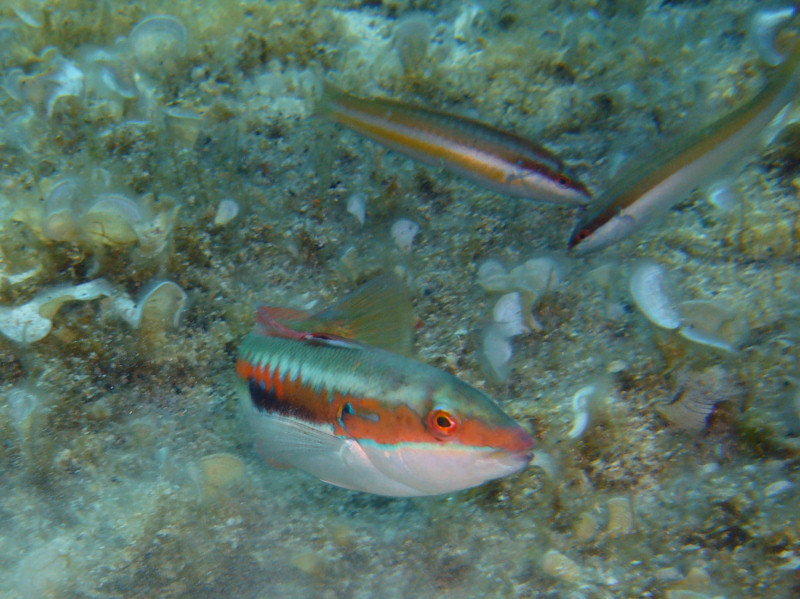
Macho da fase secundária com dois pequenos machos da fase inicial em fundo (Croácia, população mediterrânica)

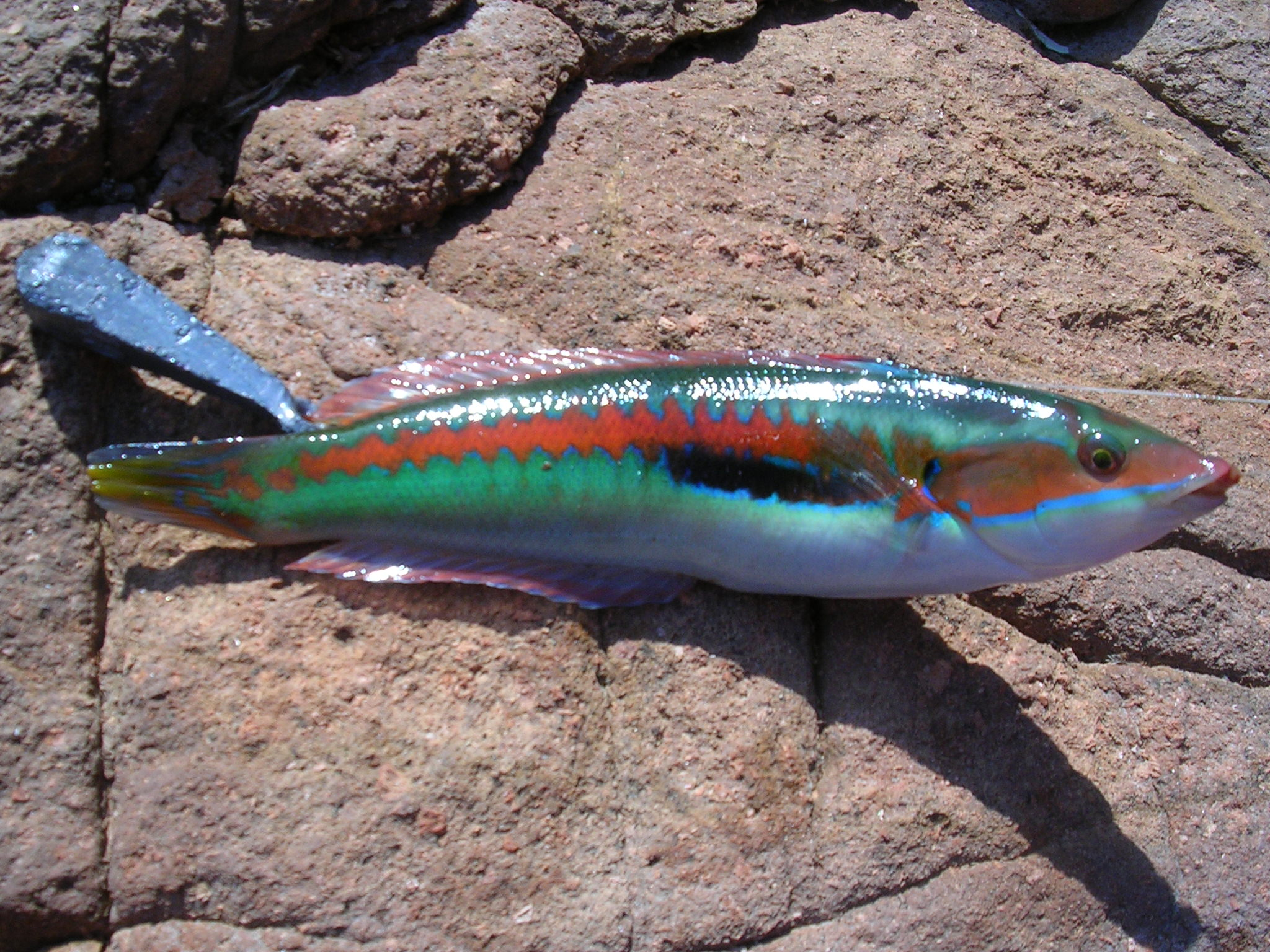
Coris julis (fase masculina)

Coris julis (Lineu, 1758), conhecido pelo nome comum de judia ou pixa-de-rei, é um pequeno peixe multicolor actinoperígio da família Labridae, comum nas águas costeiras do Mediterrâneo, da costa norte-africana do Atlântico e das ilhas da Macaronésia. Embora menos comum, ocorre na costa ocidental europeia desde a Suécia à Península Ibérica (embora não se conheça a existência nas Ilhas Britânicas). Prefere as zonas costeiras rochosas, entre a superfície e os 120 m de profundidade.

## Descrição
Os adultos de C.julis são geralmente solitários, raramente ocorrendo em cardumes. Alimenta-se de algas, anfípodes, copépodes, ouriços do mar, poliquetas, camarões pequenos e gastrópodes.
Como muitos outros membros da família Labridae, C. julis é uma espécie que apresenta dicogamia que se traduz em hermafroditismo sequencial. Na fase inicial (ou primária), os indivíduos podem ser machos ou fêmeas, podendo ambos os géneros evoluir para uma fase secundária, sempre masculina, caracterizada por maior corpulência e coloração corporal diferenciada. Quando atingem um comprimento corporal de 18 cm, todos os indivíduos são machos na fase secundária, sendo o comprimento máximo em geral inferior a 25 cm.
As fases de maturação sexual apresentam marcadas diferenças em coloração e aparência geral. Na população do Mediterrâneo, os machos da fase secundária são verdes, azuis ou acastanhados, com a face ventral esbranquiçada, uma mancha azul-escura sobre a barbatana ventral e uma banda alaranjada brilhante na parte central das faces laterais. Na mesma população, os machos e fêmeas na fase primária apresentam lados castanhos ou amarelados e face ventral branca.
As populações do Atlântico diferem em coloração e genética da população do Mediterrâneo, mas estão presentemente incluídas numa única espécie. Em caso de separação, o binome Coris festiva (presentemte considerado como sinónimo de C. julis) está disponível para a população do Atlântico.

## Distribuição e habitat
A espécie é comum nas águas costeiras do Mediterrâneo, da costa norte-africana do Atlântico e das ilhas da Macaronésia. Embora menos comum, tem uma distribuição natural alargada na margem nordeste do Atlântico, ocorrendo na costa ocidental europeia desde a Suécia à Península Ibérica (embora não se conheça a sua existência nas Ilhas Britânicas). Alguns registos desta espécie a sul do Senegal e de Cabo Verde são provavelmente atribuíveis à espécie Coris atlantica, morfologicamente muito similar.
A espécie prefere habitats costeiros rochosos ou ricos em prados marinhos. Ocorre geralmente a profundidades entre os 0 e os 60 m, mas é frequentemente encontrado até aos 120 m de profundidade.

## Sinónimos
Os seguintes nomes específicos são considerados sinónimos juniores de C. julis:
- Labrus julis Linnaeus, 1758
- Julis julis (Linnaeus, 1758)
- Labrus paroticus Linnaeus, 1758
- Labrus perdica Forsskål, 1775
- Labrus infuscus Walbaum, 1792
- Labrus subfuscus Bloch & J. G. Schneider, 1801
- Labrus keslik Lacépède, 1801
- Labrus cettii Rafinesque, 1810
- Labrus giofredi A. Risso, 1810
- Julis mediterranea A. Risso, 1827
- Julis speciosa A. Risso, 1827
- Coris speciosa (A. Risso, 1827)
- Julis vulgaris J. Fleming, 1828
- Julis melanura R. T. Lowe, 1839
- Julis festiva Valenciennes, 1839
- Coris festiva (Valenciennes, 1839)
- Julis vulgaris Valenciennes, 1839
- Coris taeniatus Steindachner, 1863
- Julis azorensis Fowler, 1919